# Acroneuria petersi
Acroneuria petersi är en bäcksländeart som beskrevs av Bill P.Stark och Gaufin 1976. Acroneuria petersi ingår i släktet Acroneuria och familjen jättebäcksländor. Inga underarter finns listade i Catalogue of Life.